# Halikko härad
Halikko härad är ett före detta härad i Åbo och Björneborgs län i Finland.
Ytan (landsareal) var 2599,7 km² 1910; häradet hade 31 december 1908 49.772 invånare med en befolkningstäthet av 19,1 inv/km².

## Landskommuner
De ingående landskommunerna var 1910 som följer:
- Angelniemi
- Bjärnå med Överby, finska: Perniö ja Ylskylä
- Dragsfjärd
- Finnby, finska: Särkisalo
- Halikko
- Hitis, finska: Hiittinen
- Kiikala
- Kimito, finska: Kemiö
- Kisko
- Kuusjoki
- Muurla
- S:t Bertils, finska: Pertteli
- Suomusjärvi
- Uskela
- Västanfjärd

Västanfjärd överfördes till Pargas härad 1955.